# Парадајс (Калифорнија)
Парадајс (енгл. Paradise) град је у америчкој савезној држави Калифорнија. По попису становништва из 2010. у њему је живело 26.218 становника.

## Демографија
Према попису становништва из 2010. у граду је живело 26.218 становника, што је 190 (0,7%) становника мање него 2000. године.
| Група             | 2000.          | 2010.          |
| Белци             | 24.080 (91,2%) | 23.004 (87,7%) |
| Афроамериканци    | 51 (0,2%)      | 112 (0,4%)     |
| Азијати           | 275 (1,0%)     | 330 (1,3%)     |
| Хиспаноамериканци | 1.127 (4,3%)   | 1.836 (7,0%)   |
| Укупно            | 26.408         | 26.218         |